# Gobi de quatre taques
El gobi de quatre taques, burret, cabot, cabot de quatre taques, gòbit de quatre taques o ruc (Deltentosteus quadrimaculatus) és una espècie de peix de la família dels gòbids i de l'ordre dels perciformes.

## Morfologia
- Els mascles poden assolir 8 cm de longitud total.[5][6]

## Depredadors
A l'Estat espanyol és depredat per Ophichthus rufus, Lepidorhombus boscii, Lepidorhombus whiffiagonis i Chelidonichthys lucernus, i a França per Zeus faber.

## Hàbitat
És un peix marí, de clima subtropical i demersal que viu fins als 333 m de fondària.

## Distribució geogràfica
Es troba a Algèria, Gibraltar, Grècia, Itàlia, el Líban, Malta, Eslovènia i Turquia.

## Observacions
És inofensiu per als humans.